# Ötvenkilencpuszta
Ötvenkilencpuszta egy lakatlan település Fejér vármegyében, a Sárbogárdi járásban. A terület Sárbogárdhoz tartozik.

## Földrajza

### Demográfiai adatok
1962-ben 128 lakosa volt a településnek. Mára teljesen elnéptelenedett a hely.

### Neve
Ötvenkilencpuszta 1945 és 2002 között Külsőhatvan-puszta néven volt a helységnévtárakban. 2003-tól ismét Ötvenkilencpuszta néven volt bejegyezve a helységnévtárakban.

## Oktatása
Ötvenkilencpusztán az 1950-es évekig iskola működött, átlag 100-120 nebulóval.

## Gazdasága
Ötvenkilencpusztán egy gabonatermesztéssel foglalkozó vállalat telephelye található.